# Stereotip (film)
Stereotip je slovenski črnokomični dramski film iz leta 1997. 
Magnifico, ki nastopa v glavni vlogi, je za predelavo Pestnerjeve skladbe "30 let" posnel glasbeni spot, ki vsebuje prizore iz filma.

### Zgodba
Nesamozavestna in nepomembna Marjetka živi z neuspešnim, nemarnim in nesramnim slikarjem Maksom, za katerega potem ugotovi, da jo vara. V Ljubljani se najdejo še ostali bleferji. Marjetka na koncu Maksa ustreli in v zaporu napiše knjigo.

## Financiranje in produkcija
Projekt je ocenjen na 124.543.040 tolarjev (519.709 evrov). Podprl ga je Filmski sklad RS (371.570 evrov). Producent je bil E-Motion film, koproducent pa RTV Slovenija (Jaroslav Skrušny).
Magnifico je o svoji vlogi povedal, da se včasih tudi sam počuti kot zgubar in da bi lahko glede na svojo življenjsko razslojenost igral tudi žensko.

### Glasba
Za film je tudi predelal stare skladbe. Predelavo Pestnerjeve skladbe "30 let" mu je predlagal režiser Kozole. Glasbeni producent je bil Iztok Turk. Kaseta in CD z glasbo iz filma sta izšla pri založbi Nika.

## Odziv kritikov in gledalcev

### Kritiki
Simon Popek je napisal, da je film z uvajanjem prevare, ironije in distance nekaj desetletij zapoznel, en karizmatični Magnifico v celi zasedbi pa premalo. Všeč mu je bilo, da glavni ustvarjalci niso iz akademskih krogov.
Ženji Leiler so se zdele nekatere zgodbe stranskih likov boljše, druge slabše. Napisala je, da film noče biti več kot lahkotna komedija ter da se posmehuje neuspešnim in stereotipnim umetnikom, estradnikom ter umetniški kritiki. Pohvalila je fotografijo, scenografijo in kostumografijo in Alenko Pinterič, likom Gorenjakove, Tetičkovičeve in Vidrihove pa je očitala enodimenzionalnost. Pogrešala je trdnejšo dramaturgijo, psihološko karakterizacijo likov, polnejšo osnovno zgodbo in manj robate dialoge. Filmu je očitala, da se v lastno škodo preveč zanaša na Magnifica in njegovo glasbo, kar se vidi po smrti njegovega lika, ki je prikril scenaristične in režijske pomanjkljivosti ter šibkosti stranskih likov in preprečil, da bi film postal stereotipno slovenski.

### Obisk v kinu
Film je videlo 28.035 gledalcev.

## Zasedba
| - Robert Pešut - Magnifico: Maks - Tina Gorenjak: Marjetica - Alenka Tetičkovič: Marjetičina prijateljica Vilma - Boris Mihalj: Srečko - Alenka Pinterič: Maksova mati - Peter Musevski: taksist | - Valter Dragan: posiljevalec - Emil Cerar: Stanko - Alenka Vidrih: Jolanda Lehpamer - Boštjan Hladnik: galerist Riko Znoj - Demeter Bitenc: Smiljan Lehpamer - Oto Pestner: želežničar |

## Ekipa
- fotografija: Sven Pepeonik
- glasba: Roberto Magnifico
- montaža: Ana Zupančič
- scenografija: Pepi Sekulič
- kostumografija: Majda Kolenik
- maska: Mojca Gorogranc Petrushevska
- oblikovalec zvoka: Jože Trtnik

## Nagrada
- Stopova nagrada za igralca leta: Magnifico

## Izdaje na nosilcih
- Stereotip. videokaseta. Karantanija film. 1998